# Jason Eric Massey
Jason Eric Massey (* 7. Januar 1973 in Texas; † 3. April 2001 in Huntsville, Texas) war ein US-amerikanischer Straftäter, der wegen Doppelmordes zum Tode verurteilt und hingerichtet wurde.

## Kindheit und kriminelle Entwicklung
Jason Massey war eines von insgesamt sieben Geschwistern. Seine alleinerziehende Mutter war über Jahre hinweg drogenabhängig, seinen biologischen Vater lernte er niemals kennen. Von Geburt an wurde Massey von seiner Mutter vernachlässigt und oft mit einem Gürtel und einem Bleuel misshandelt. Auch ließ die Mutter ihre Kinder hungern, während sie Nahrungsmittel in ihrem Zimmer hortete und sogar vor den Kindern aß. Das Jugendamt nahm fünf der Kinder aus der Familie, doch Jason und seine Schwester Johnia ließ man weiterhin bei ihrer seelisch kranken Mutter. Die Familie Massey zog von einer heruntergekommenen Behausung in die nächste, hauste sogar einige Male im Auto.

## Wandlung vom Opfer zum Täter
Infolge der chaotischen sozialen Verhältnisse in seiner Familie entwickelte Jason Massey zusehends antisoziales Verhalten und Gewaltfantasien. Er verprügelte jüngere Kinder in seiner Nachbarschaft und begann mit neun Jahren, Tiere zu quälen und zu verstümmeln. In seinen frühen Teenagerjahren fing Massey an zu trinken, Drogen zu nehmen und sich für Serienmörder sowie Satanismus zu interessieren. Dabei wurde Charles Manson, mit dem er sich identifizieren konnte, sein großes Vorbild. Wegen Belästigungen verschiedener Art, Drogengebrauchs und wiederholter Tierquälerei kam Massey immer wieder in Kontakt mit der Polizei. Als seine Mutter sein Tagebuch fand, in dem er über Vergewaltigung, Mord und den Wunsch schrieb, ein Serienmörder zu werden, schickte seine Mutter ihn zu einem Psychiater.
Als Sechzehnjähriger brach Massey die High School ab und arbeitete als ungelernter Dachdecker. Dazu schaffte er sich einen braunen Subaru an, obwohl er keinen Führerschein besaß, und stahl unbemerkt die Kaliber-.22-Pistole seines Cousins.
Einige Zeit lebte Massey mit einer Frau zusammen, die ihn jedoch hinauswarf, als er in ihrem Haus Hunde tötete.

1992 wollte er seinen Traum vom Morden erfüllen und bedrohte die Tochter seiner ehemaligen Lebensgefährtin mit einem Messer bei ihr zuhause. Als die Mutter des Mädchens nach Hause kam, setzte sie ihn erneut vor die Tür und zeigte ihn an.
Später lernte Massey James Brian King und dessen Stiefschwester Christina Benjamin kennen. Er mochte Christina sehr und wollte sie zur Freundin haben.
Noch bevor er seinen ersten geplanten Mord durchführen konnte, kam er Anfang 1993 wegen erneuten Drogengebrauchs und weil die Polizei in seinem Auto eine tote Katze mit einer Schlinge um den Hals gefunden hatte für vier Monate ins Gefängnis.

## Der Doppelmord
In den frühen Morgenstunden des 27. Juli 1993 holte Massey den damals vierzehnjährigen Brian King und die dreizehnjährige Christina Benjamin von deren Elternhaus in Garrett, dreißig Meilen südöstlich von Dallas ab und fuhr mit ihnen ins fünfzehn Meilen entfernte Telico im Ellis County.
Auf der Holzbrücke von Cutoff Road hielt er an und schoss Brian King aus nächster Nähe zweimal in den Kopf. Danach warf er die Leiche aus dem Auto und von der Brücke. Christina konnte aus dem Auto fliehen, doch Massey folgte ihr, schoss ihr erst in den Rücken, dann in den Kopf. Anschließend stach er auf sie ein, zog sie nackt aus und verstümmelte sie.
Am 29. Juli 1993 fand ein Straßenarbeiter die nackte Leiche von Christina Benjamin und alarmierte die Polizei. Dem Mädchen waren beide Hände, der Kopf und die Brustwarzen abgetrennt worden, zudem war die Leiche mit Messerstichen und tiefen Schnitten übersät. Als Todesursache wurde ein Genickschuss durch eine kleinkalibrige Handfeuerwaffe festgestellt. Etwa neunzig Meter entfernt fand man die bekleidete Leiche von Brian King. Diese wies außer den beiden Kopfschüssen keine Verletzungen oder Verstümmelungen auf.

## Aufklärung der Tat
Die beiden Jugendlichen waren bereits zwei Tage zuvor als vermisst gemeldet worden. James King, der Vater von Brian, sagte aus, dass er am frühen Morgen des 27. Juli durch Motorengeräusche geweckt worden sei und sah, wie sein Sohn, der draußen in der Hängematte geschlafen hatte, in einen braunen Kleinwagen japanischer Bauart einstieg und davonfuhr. Als er nach einigen Stunden Schlaf feststellte, dass sein Sohn noch immer weg und auch seine Stieftochter nicht zuhause war, ging er mit seiner Frau zur Polizei und meldete beide als vermisst. Die Ermittlungen ergaben, dass sich Christina mit einem jungen Mann hatte treffen wollen, der sich Jason nannte.
Bald darauf ging ein anonymer Anruf beim örtlichen Sheriff ein. Der Anrufer gab den Tipp, sich einen gewissen Jason Massey genauer anzusehen.
Einige Tage vor der Entdeckung der Leichen war die Polizei von Ennis darüber informiert worden, dass hinter einem Schnellrestaurant ein Kalb verstümmelt worden war. Dort bemerkten die Polizeibeamten ein hellbraunes japanisches Auto und fanden einen Armreif auf dem Boden, in den der Name Jason eingraviert war.
Der Ermittler Johnny Cruz lud Massey zum Verhör und zeigte ihm einige Fotos vom Tatort. Als Massey würgte, wurde er tatverdächtig. Darauf folgte ein Durchsuchungsbeschluss in Masseys Haus, die Entnahme von Haarproben und die Konfiszierung seines Subaru. Auf einem Autositz fand man Blut, das mittels DNA-Analysen untersucht wurde. Der Entomologe Dr. Neal Haskell aus Illinois untersuchte Proben mit Insektenmaden von beiden Leichen, um den zeitlichen Abstand sowie den Zeitraum des Todes beider Opfer zu bestimmen.

## Festnahme
Nachdem mehrere Zeugen aussagten, Massey mit einer Schusswaffe gesehen zu haben, wurde dieser schließlich am 3. August 1993 verhaftet. In seinem Haus fand man Zeitungsartikel der Morde sowie eine Rechnung über kleinkalibrige Pistolenmunition, Handfesseln und Messer. Eines dieser Messer, das zur Verstümmelung von Christina Benjamin verwendet worden war, war bereits in seinem Auto sichergestellt werden. 1994 kam Massey wegen der beiden Morde in Texas vor Gericht.

### Die grausige Entdeckung
Noch während der Verhandlung fand ein Jäger im Wald, unweit des Tatortes, eine rote Kühlbox mit einunddreißig abgetrennten Tierköpfen sowie zwei von Massey beschriebene Spiralblöcke, die er Des Mörders Todesbuch (engl. The Slayer's Book of Death) nannte.
Massey wurde der beiden Morde für schuldig befunden und äußerte lediglich, froh zu sein, dass es endlich vorbei sei.
Die Anklage sammelte die Informationen aus den Aufzeichnungen, die zwischen 1989 und dem Monat, als der Doppelmord geschah, von Massey verfasst worden waren:
Darin stand, wie er insgesamt acht Kühe, dreißig Hunde und neununddreißig Katzen tötete, wie er diese enthauptete und die seiner Meinung nach besten Köpfe als Trophäen aufbewahrte. Weiterhin fanden sich Beschreibungen seiner geplanten Taten. Den Aufzeichnungen nach hatte Massey vor, junge Mädchen zu töten, und wollte der größte Serienmörder der Vereinigten Staaten werden. Sein Ziel war, innerhalb der nächsten zwanzig Jahre siebenhundert Menschen zu töten, andere Quellen sprechen gar von eintausend Opferkandidaten.

### Der anonyme Anrufer
Auch der unbekannte Anrufer bei der Polizei, welcher sich nun als Paul Demomio zu erkennen gab, erschien während des Prozesses vor Gericht und berichtete über seine Erfahrungen mit Jason Massey:
Demomio hatte vor Jahren mit Massey Drogen genommen, einige Raubüberfälle begangen und Tiere getötet. Seine Familie und Freunde konnten ihn davon überzeugen, sich von Massey abzuwenden und therapeutische Hilfe in Anspruch zu nehmen. Er erkannte Masseys Handschrift in dessen Todesbüchern und sagte aus, dass Massey ihn als Mordpartner hatte haben wollen, ähnlich der Zusammenarbeit von Henry Lee Lucas und Ottis Toole.

## Verurteilung und Hinrichtung
Nach nur fünfzehn Minuten Beratung einigten sich die Geschworenen auf die Todesstrafe. Jason Eric Massey wurde am 6. Oktober 1994 zum Tode verurteilt. Während seiner Zeit in der Todeszelle konvertierte Massey zum Christentum und bezeichnete sich als einen Diener Gottes. Er wurde am 3. April 2001 in der Huntsville Unit mit der Giftspritze hingerichtet. Bei seiner Hinrichtung waren sowohl seine Mutter und Großmutter als auch die Großeltern von Christina Benjamin anwesend. Massey entschuldigte sich bei diesen für seine Tat und gestand, Christinas Kopf und Hände in den Trinity River geworfen zu haben. Trotz fortgeführter Suchaktionen wurden ihre Körperteile nie gefunden. Massey war der 245. Mensch, der im US-Bundesstaat Texas seit der Wiedereinführung der Todesstrafe 1976 hingerichtet wurde.
Der Fall Jason Eric Massey wurde in der 57. Folge der Fernsehserie Medical Detectives behandelt.